# 田上穰治

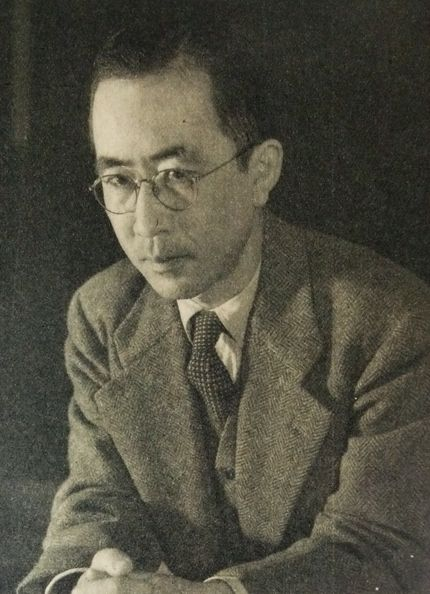
1953年

田上 穰治（たがみ じょうじ、1907年（明治40年）1月12日 - 1991年（平成3年）10月21日 ）は、日本の法学者。一橋大学名誉教授。法学博士。専門は公法学（憲法・比較憲法・行政法）。キリスト教徒であったが、キリスト教徒の殉職自衛官の訴訟では国側の証人として、宗教上の人格権を否定した。美濃部達吉門下。弟子に長谷川正安、杉原泰雄、山内敏弘など。

## 経歴
1907年（明治40年）1月12日、静岡県三島市に生まれる。1923年（大正12年）、徳島県立徳島中学校卒業。1927年（昭和2年）、第一高等学校文科乙類卒業。1929年（昭和4年）12月、高等試験司法科合格。1930年（昭和5年）、東京帝国大学法学部法律学科卒業。同年4月、東京帝国大学助手。1961年（昭和36年）、学位論文『警察法』により東京大学法学博士。
1935年から美濃部の後任として東京商科大学（現一橋大学）で行政法を講じ、1941年からは筧克彦の後任として憲法も担当した。1932年（昭和7年）、東京商科大学助手。1933年（昭和8年）、同大学附属商学専門部講師。1935年（昭和10年）東京商科大学附属商学専門部教授。1938年（昭和13年）東京商科大学助教授。1942年（昭和17年）、東京商科大学教授（後に一橋大学教授）。1963年（昭和38年）、一橋大学法学部長。
1970年（昭和45年）、一橋大学大学停年退官、一橋大学名誉教授。同年、明治学院大学教授。1972年（昭和47年）、明治学院理事。1974年（昭和49年）、亜細亜大学法学部教授。

### 晩年
喜寿記念論文集に『公法の基本問題』（有斐閣）、追悼論文集に比較憲法学会編『法と正義－田上穣治博士追悼論文集－』（政光プリプラン）がある。
1991年（平成3年）東京都武蔵野市の自宅で肺炎のため死去、享年84。
死後、比較憲法学会内に田上穣治賞が設けられた。

## 弟子
法学者の弟子に長谷川正安（名古屋大学名誉教授）、市原昌三郎（一橋大学名誉教授）、杉原泰雄（一橋大学名誉教授）、山内敏弘（一橋大学名誉教授）、田口精一（慶應義塾大学名誉教授）、土屋和恵（山形大学名誉教授）、熊田通彦（新潟大学名誉教授）、山野一美（元関東学園大学学長）など。
指導学生には大平正芳（第68-69代内閣総理大臣）や小島太作（元駐インド大使）、武野義治（初代駐イスラエル大使）、吉永榮助（一橋大学名誉教授）、富樫総一（元労働事務次官）、金子善次郎（元衆議院議員、元自治省大臣官房審議官）、真島一男（元参議院議員、元建設省都市局長）など。

## 栄典
- 1972年（昭和47年） - 紫綬褒章
- 1978年（昭和53年） - 勲二等旭日重光章

## 社会的活動
- 高等試験臨時委員
- 学術振興会学術部第一常置委員会委員
- 文部省人文科学委員会委員
- 司法試験考査委員
- 大学設置審議会臨時委員
- 検察官特別考試審査会臨時委員
- 警察三級職員採用試験委員
- 行政審議会委員
- 選挙制度調査会委員
- 教材等調査研究会委員
- 公務員制度調査会委員
- 電波監理審議会委員
- 国家公務員（六級職）採用試験専門委員
- 大学基準等研究協議会委員
- 日本学術会議第4期会員
- 消防審議会委員
- 国家公務員採用上級試験専門委員（法律）
- 警察官採用上級試験委員
- 憲法調査会委員
- 東京弁護士会資格審査会委員
- 中央選挙管理会（第二部）委員
- 公共用地取得制度調査会委員
- 裁判所書記官等試験委員臨時委員
- 町名地番制度審議会委員
- 財政制度審議会委員
- 公共用地審議会委員
- 科学技術会議専門委員
- 海外移住審議会委員
- 臨時放送関係法制調査会委員
- 地方制度調査会委員
- 臨時鉄道法制調査会委員
- 外務公務員採用上級試験委員
- 著作権制度審議会委員
- 河川審議会委員
- 大学設置審議会専門委員
- 建築審議会委員
- 法学、政治学視学委員
- 国土庁顧問

## 主著
- 『法の本質と憲法』（有斐閣、1942年）NDLJP:1273698
- 『法律による行政』（有斐閣、1942年）NDLJP:1281075
- 『行政法概論』（有斐閣、1942年）
- 『法律学全集 警察法』（有斐閣、1958年）
- 『体系憲法事典』（青林書院、1968年）
- 『日本国憲法原論』（青林書院、1980年）
- 『行政法要説』（有斐閣、1984年）
- 『西ドイツの憲法裁判』（信山社、1988年）
- 『入門憲法』（有斐閣）